# De Grimmige Avonturen van Billy en Mandy
De Grimmige Avonturen van Billy en Mandy (Engels: The Grim Adventures of Billy and Mandy) is een animatieserie op Cartoon Network die gecreëerd is door Maxwell Atoms. De serie telt 7 seizoenen, met in totaal 80 afleveringen, 2 films en één cross-over met Codename: Kids Next Door.

## Achtergrond
De serie begon aanvankelijk als onderdeel van een andere serie genaamd Grim & Evil. Deze serie vond zijn oorsprong in een enquête die werd gehouden onder kijkers van Cartoon Network, waarin het publiek uit een aantal nieuwe series mocht kiezen. De keuzes waren Grim & Evil, Whatever Happened to Robot Jones? en Longhair and Doubledome. Grim & Evil won de meeste stemmen.
In Grim & Evil deelde De Grimmige Avonturen van Billy en Mandy het scherm met een andere serie getiteld Evil Con Carne. Elke aflevering telde drie subafleveringen. Meestal waren dat twee van Billy en Mandy en een van Evil Con Carne, maar af en toe werd dit omgedraaid. Evil Con Carne bleek een stuk minder populair dan Billy en Mandy. Na één seizoen werd deze show stopgezet en werd Grim & Evil geheel gewijd aan De Grimmige Avonturen van Billy en Mandy.
Op de Nederlandse Cartoon Network verschenen er previews van Grim and Evil in oktober 2002. De reeks ging in première op 4 november 2002 onder de naam Bar en Boos en werd later herhaald door Yorin en VT4. Sinds februari 2004 zond de Nederlandse Cartoon Network De Grimmige Avonturen van Billy en Mandy en Evil Con Carne uit als aparte programma's.
De serie neemt het niet nauw met de werkelijkheid. Zo wordt er bijvoorbeeld naar de Volkenbond verwezen (deze organisatie is in 1946 ontbonden), terwijl dit heden ten dage de Verenigde Naties is. Ook worden er enkele natuurwetten overschreden en een van Billy's beste vrienden is Abraham Lincoln. De serie hanteert ook geen continuïteit tussen de afleveringen. Zo zijn er genoeg afleveringen waarin een of meer hoofdpersonages sterven, of waarin zelfs de wereld wordt vernietigd, maar in de aflevering erop is alles opeens weer bij het oude.

## Verhaal
Het verhaal speelt zich af in een doorsnee Amerikaanse stad. De serie draait om Magere Hein, die na het verliezen van een weddenschap verplicht de vriend/slaaf moet worden van twee kinderen: Billy en Mandy.
Hein heeft zwaar te lijden onder dit nieuwe leven, vooral omdat zij zijn taken als 'de dood' in de weg staan. Zeker in de eerste seizoenen hoopt hij dat hij ooit een manier vindt om aan zijn eed te ontkomen, en fantaseert zelfs over manieren om de twee te doden. Later krijgt hij meer waardering voor de twee, hoewel hij dit nooit aan hen laat merken.
Het drietal belandt in de meest opmerkelijke situaties.

## Personages
BillyDe domme van het stel. Hij is vrolijk, hyperactief en heeft (net als zijn vader) een laag IQ. Hij draagt meestal een rode pet, heeft rood haar en een witgestreept T-shirt. Hij is 9 jaar oud, heeft een absolute afkeer en angst voor spinnen en peutert regelmatig in zijn neus.
MandyBilly's beste vriendin. Ze heeft altijd een slecht humeur en lacht nooit. Mandy is het exact tegenovergestelde van Billy: ze is blond, heeft geen neus en heeft een kwaadaardige persoonlijkheid, maar is redelijk slim en weet aardig veel van bovennatuurlijke verschijnsels. In latere seizoenen wordt duidelijk dat ze niet zozeer chagrijnig is, maar meer kwaadaardig en geniepig.
Magere HeinHij wordt kortweg 'Hein' genoemd. Hij is een personificatie van de dood, net als in de mythologie. Hij draagt altijd een zwarte mantel, heeft een groene tong en heeft een Jamaicaans accent. Magere Hein is de 'vriendslaaf' van Billy en Mandy en houdt van chaos. Hij is 137 000 jaar oud en beschikt over meerdere bovennatuurlijke gaven. Over hoe hij geworden is wie hij nu is, bestaan tegenstrijdige verhalen. Hij heeft een haat-liefdeverhouding met Billy en Mandy.
HaroldBilly's vader. Hij kampt met overgewicht en lijkt qua intelligentie en persoonlijkheid sterk op zijn zoon.
GladysBilly's moeder. Ze is erg liefdevol en tolerant, maar soms kan het zelfs haar te veel worden. Ze kon aanvankelijk niet goed overweg met Hein.
IrwinBilly's vriend. Hij is een nerd die een oogje heeft op Mandy. Hij komt zelf uit een bovennatuurlijke familie: zijn grootvader aan vaders kant is Graaf Dracula en zijn moeder is een mummie, waardoor Irwin in de loop van de serie zelf meerdere bovenmenselijke krachten blijkt te bezitten.
NergalEen demoon die in de kern van de aarde woont. Hij heeft groene ogen en draagt altijd een net pak. Hij beschikt over tentakels die stroomstoten uit kunnen delen. Zijn grote wens is om vrienden te maken. Dat gebeurt wanneer Billy en Mandy hem koppelen aan Billy's tante Sis.
Tante SisBilly's tante en Nergals echtgenoot.
Nergal Jr.De zoon van Nergal en Sis. Hij kan van gedaante veranderen, maar vertoont zich meestal in de vorm van een klein jongetje. Zijn ware gedaante wordt nooit vertoond in de serie, maar wordt wel omschreven als gruwelijk en angstaanjagend.
Graaf DraculaBilly's idool en Irwins grootvader. Hij woont in een rusthuis voor gepensioneerde filmmonsters.
MindyEen jong meisje dat altijd aan Mandy wil bewijzen hoe goed ze is. Ze wordt gruwelijk verwend door haar vader en ze beschouwt zich verheven boven iedereen in haar klas.
PhilMandy's vader, die doodsbang is voor zijn eigen dochter.
ClaireMandy's moeder.
JeffEen enorme spin die denkt dat Billy zijn vader is, omdat Billy zijn ei had uitgebroed. Hij is erg vriendelijk en wil enkel dat Billy hem erkent als zijn zoon, maar Billy heeft juist een hekel aan spinnen.
De BoemanBeheerser van nachtmerries en nemesis van Magere Hein. Hij werd door Magere Hein naar de onderwereld verbannen, om in de speelfilm Billy and Mandy: Big Boogey Adventure terug te keren voor wraak op Hein.
Fred FredburgerEen groen, olifantachtig wezen uit de onderwereld. Hij heeft een laag IQ en werkt vaak anderen op diens zenuwen. Verder is hij dol op yoghurtijs, nacho's en het gebruik van het woord ja. Hij verscheen hoofdzakelijk in dubbele afleveringen, specials en de speelfilm van Billy en Mandy.

## Originele stemmen
- Richard Steven Horvitz: Billy, Harold
- Grey DeLisle: Mandy, Tante Sis
- Greg Eagles: Magere Hein
- Jennifer Hale: Gladys
- Vanessa Marshall: Irwin, Claire
- David Warner: Nergal (later vervangen door Martin Jarvis)
- Debi Derryberry: Nergal Jr.
- Phil LaMarr: Graaf Dracula
- Rachel MacFarlane: Mindy
- Dee Bradley Baker: Phil
- Maxwell Atoms: Jeff
- C.H. Greenblatt: Fred Fredburger

- Phil LaMarr: Hector Con Carne
- Grey DeLisle: Dokter Ghastly
- Armin Shimerman: Generaal Skarr
- Frank Welker: Boskov

## Nederlandse stemmen
- Dieter Jansen: Billy
- Marlies Somers: Mandy
- Paul Klooté: Magere Hein
- Edward Reekers: Irwin
- Fred Butter: Harold
- Hetty Heyting: Gladys, Eris
- Frans Limburg: Boeman, Hoss Delgado
- Ewout Eggink: Diverse rollen

Zowel Hein als Mandy kregen later een nieuwe stem. De personages uit Kwaaie Con Carne werden ingesproken door:
- Victor van Swaay: Hector Con Carne
- Fred Butter: Generaal Skarr
- Hetty Heyting: Dr. Afschuw (Dr. Ghastly)

## Trivia
- In Billy & Mandy werden vaak andere animatieseries van Cartoon Network aangehaald of geparodieerd. Voorbeelden zijn Codename: Kids Next Door, De Flintstones, Yogi Beer, Chowder, Scooby Doo en The Powerpuff Girls.
  - Bij die laatste deed Mandy de rol van Bubbles. Toevallig had actrice Marlies Somers ze beide ingesproken in het Nederlands.
- Ook de titels en bepaalde personages zijn gebaseerd op televisieshows, films en andere media, waaronder Harry Potter, Billy Eliott, Dragonball Z, Spider-Man en My Fair Lady.
- Na het stopzetten van Billy & Mandy verscheen er een spin-offshow van deze televisieserie, genaamd Underfist. Hierin nemen enkele secundaire personages uit Billy & Mandy het voortouw, met Irwin in de hoofdrol. Het was de bedoeling van Cartoon Network om hier een volledige serie over te maken, maar doordat het contract van Maxwell Atoms afliep, werd dit afgeblazen.
- Via Kickstarter financierde Atoms in 2013 zijn nieuwe internetserie Dead Meat. Hij maakte bekend dat veel stemacteurs uit Billy & Mandy en Evil Con Carne rollen zullen vervullen in deze nieuwe show. Dead Meat zal begin 2015 van start gaan.